# Relaciones España-Israel
Las relaciones entre España e Israel o relaciones hispano-israelíes son las relaciones bilaterales entre el Reino de España y el Estado de Israel.
Ambos países son Estados miembros de la AICO, el BERD, la CEI, la CEPE, la OCDE, la OIPM, la ONU y la UpM, participando además en diversos programas conjuntos a través de la UE, de la que España es miembro y con la que Israel ha firmado acuerdos de colaboración en distintas áreas.
A partir de 2020, la Academia Nacional del Judeoespañol (ANL), ubicada en Jerusalén, es miembro la Asociación de Academias de la Lengua Española (ASALE) con sede en Madrid.

## Historia

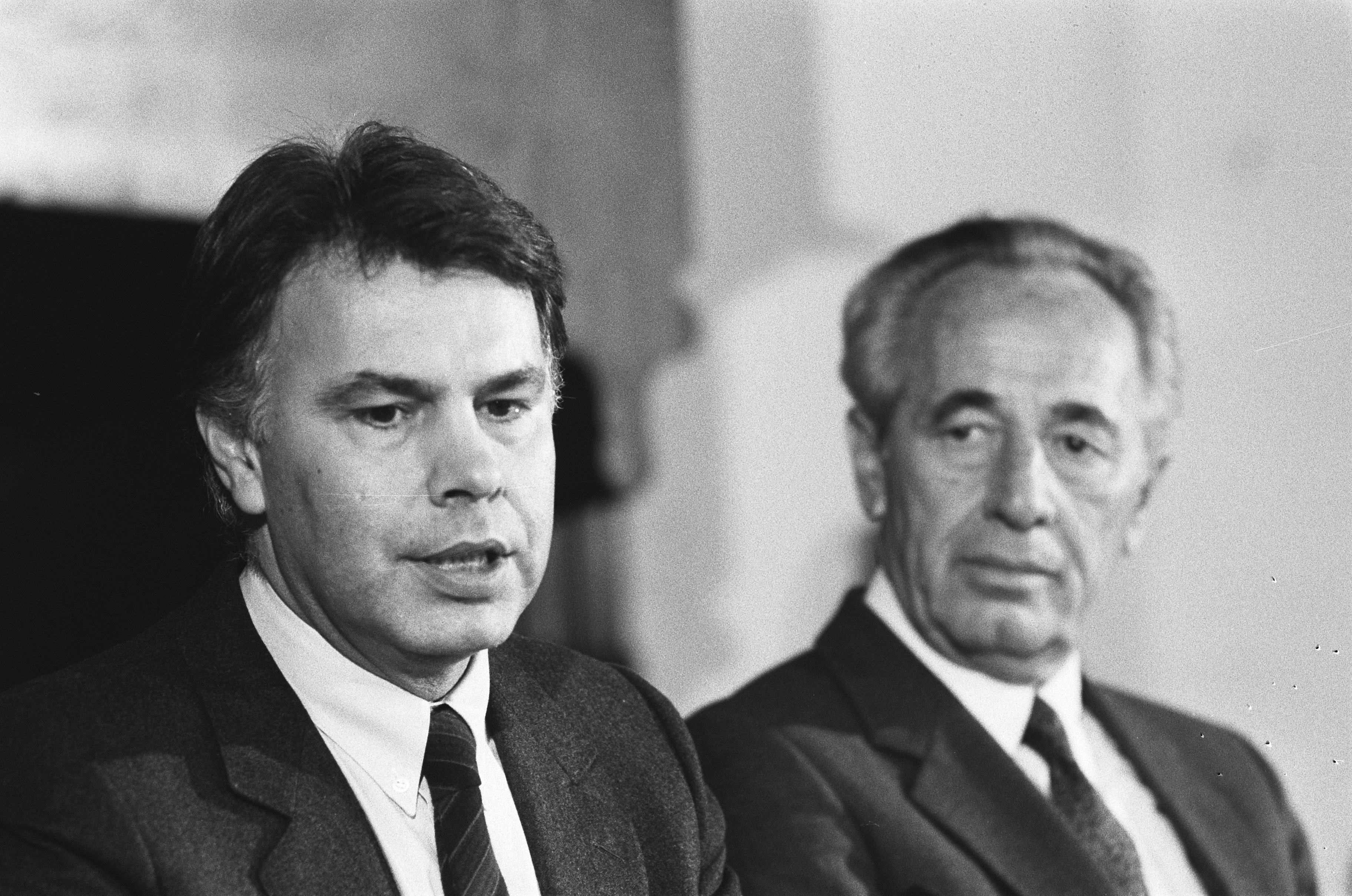
Felipe González y Simon Peres en enero de 1986.

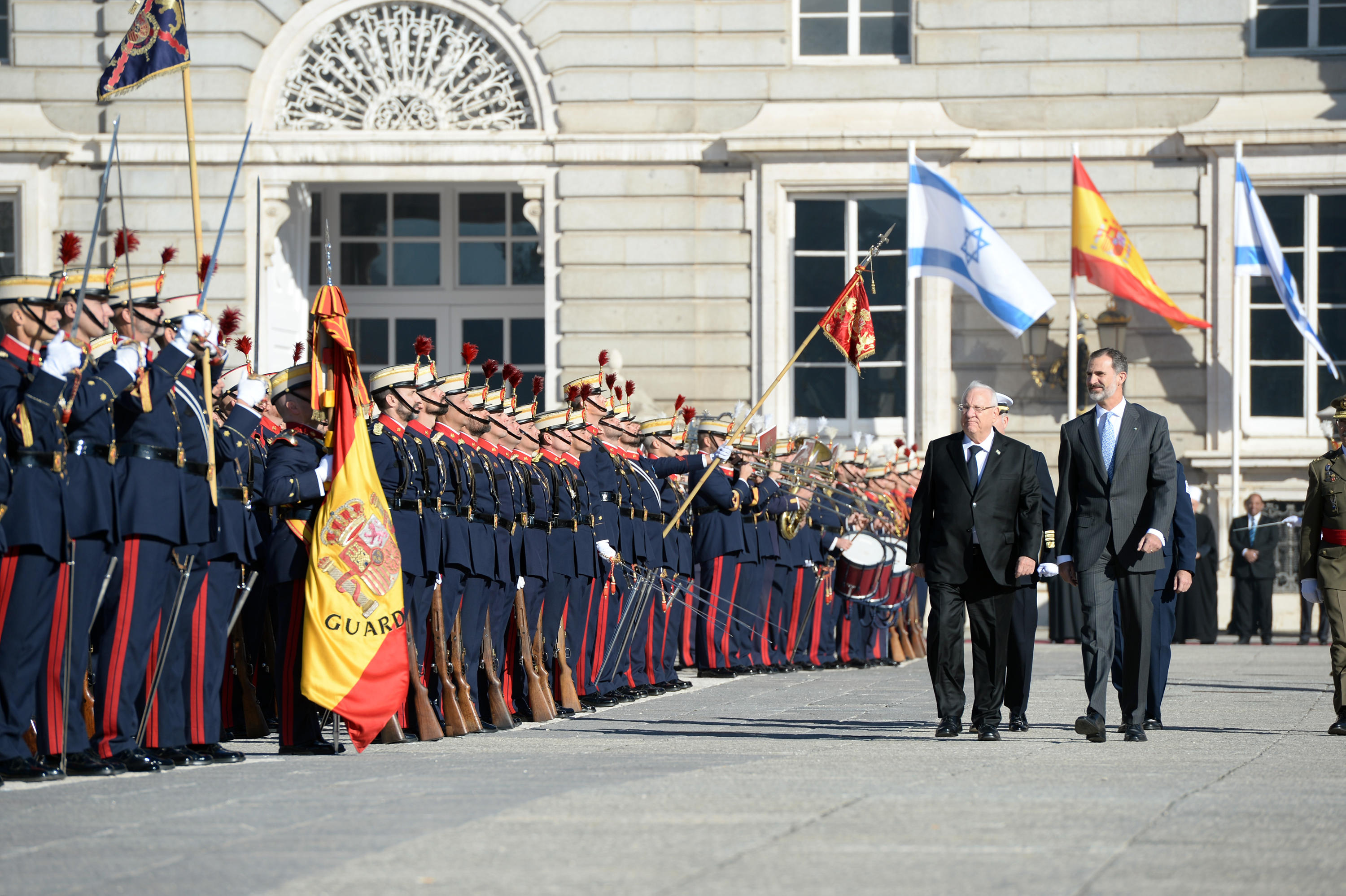
Visita de Estado de Reuven Rivlin a España en 2017.

### Durante el franquismo
Tras el fin de la Segunda Guerra Mundial y la creación del estado de Israel en 1948, con bases en principio socialistas aunque apoyado por Occidente, los intereses respectivos por un acercamiento entre nuevo Estado y la España franquista estuvieron desfasados. Mientras que en un principio España buscó un acercamiento por motivos estratégicos, no siendo miembro de las Naciones Unidas y necesitada de nuevos aliados, Israel emitió un rechazo al reconocimiento internacional y el levantamiento del boicot al régimen de Francisco Franco, por algunas de sus actuaciones durante la Segunda Guerra Mundial y su discurso antijudío.
A mediados de la década de 1950, Israel empezó a adoptar una actitud más pragmática con respecto a las relaciones con Madrid, sobre todo a la luz de su acercamiento a la República Federal Alemana que mantenía relaciones con España. Sin embargo, por aquel entonces Franco ya había consolidado sus relaciones con Estados Unidos y el Vaticano firmando en 1953 respectivamente los Pactos de Madrid y el Concordato, sacando a España del aislamiento político, además de centrarse a las "relaciones especiales" de España con el mundo árabe. A finales de 1955, con el ingreso de España en las Naciones Unidas, se puso un punto final a los intentos de acercamiento.

### Establecimiento de las relaciones bilaterales
No sería hasta el 17 de enero de 1986, más de una década tras el fallecimiento de Franco, ya restablecido el sistema democrático en España y superada la Transición, cuando los movimientos que habían llevado a cabo los sucesivos gobiernos de Calvo Sotelo y de Felipe González conducirían al establecimiento de relaciones diplomáticas con el Estado de Israel, en un acuerdo firmado entre ambos países en La Haya. El mismo tuvo lugar el mismo año que la entrada de España en la Comunidad Económica Europea, con cuya mayoría de Estados miembros Israel ya mantenía relaciones diplomáticas, un argumento que sirvió para superar las objeciones de quienes dentro del gobierno español temían que tales relaciones podrían perjudicar la "posición de España" en el mundo árabe.
Sin embargo, las relaciones bilaterales empezaron a entrar en una fase de progresiva normalización que se manifiesta en una nueva imagen de Israel en la sociedad y los medios de comunicación españoles, en el intercambio de visitas de alto nivel y en la intensificación de los contactos económicos, culturales y científicos.

### Crisis diplomática tras la visita de Pedro Sánchez a Israel
El Ministerio de Asuntos Exteriores de Israel convocó a la embajadora Ana María Salomón (24 de noviembre de 2023) para pedir explicaciones por las declaraciones de Pedro Sánchez realizadas en Israel, que en visita oficial y en calidad de Presidente de turno de la Unión Europea, pedía a Israel que cumpla con el Derecho Internacional. La respuesta a los atentados de Hamás, según el mandatario español, no puede implicar la muerte de miles de niños por parte del ejército hebreo. Además de solicitar que la Autoridad Nacional Palestina se haga cargo de Gaza, señaló que la mejor solución al conflicto palestino-israelí pasa por la coexistencia de dos Estados, Israel y Palestina.
Por su parte, el primer ministro israelí, Benjamín Netanyahu preguntaba a Sánchez "¿qué se supone que tiene que hacer una democracia comprometida con el ser humano y las leyes de la guerra, conceder una excepción a esos criminales?". Las declaraciones de Sánchez y del primer ministro belga, Alexander De Croo han sido interpretadas como un apoyo al terrorismo de Hamás, y condenadas por Israel, que considera que está actuando conforme al Derecho Internacional y luchando contra una organización terrorista similar al Estado Islámico que comete crímenes de guerra y crímenes contra la humanidad.
Unos días antes, Pedro Sánchez, en su discurso de investidura, reconoció al estado palestino y posteriormente nombró ministros a dos de los únicos veintiún eurodiputados –de 705– que votaron en contra de condenar el atentado de Hamás del 7 de octubre.
Las relaciones tampoco mejoraron tras la reacción de Pedro Sánchez tras el ataque de Iran a Israel que provocaron la respuesta del Ministro israelí Amichai Chikly, calificando a Sánchez de ser "un cero absoluto".

## Misión diplomática

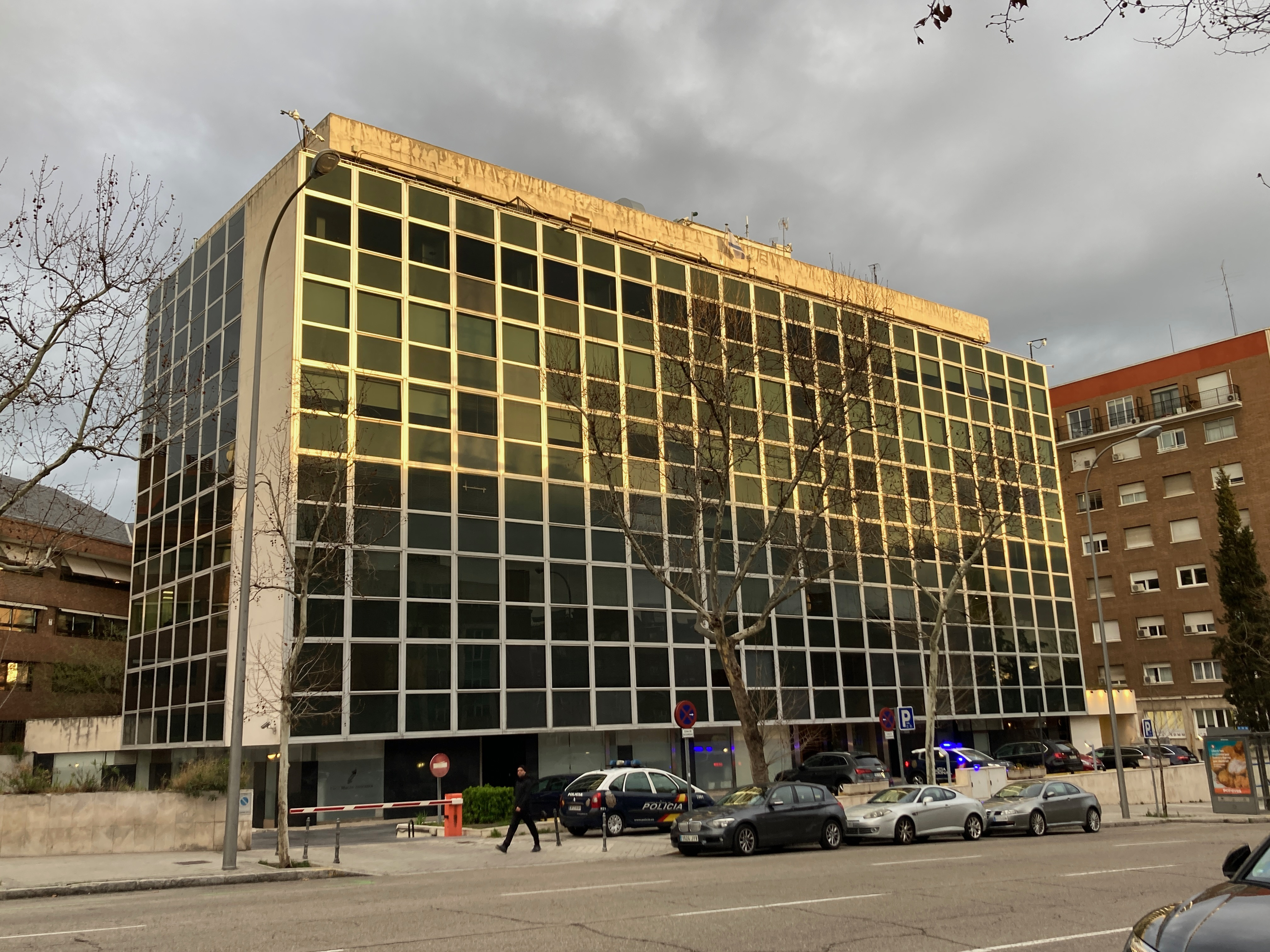
Edificio que alberga la Embajada de Israel en Madrid. La embajada, ubicada en la planta superior de este edificio, no es accesible por ascensor por razones de seguridad. Para acceder a ella, se usa el ascensor hasta la penúltima planta, siguiendo a partir de allí las indicaciones y pasando por controles de seguridad.

Misión diplomática de España en Israel
Misión diplomática de Israel en España